# Unternehmensgruppe Theo Müller
Die Unternehmensgruppe Theo Müller S.e.c.s. (kurz: UTM) ist ein Lebensmittel- und Logistikkonzern mit Sitz in Luxemburg (Stadt).
Der Konzern ist in den Geschäftsbereichen Molkerei, Fisch & Feinkost, Dressings, Saucen und Dienstleistungen tätig. Ergänzend zu den milchverarbeitenden Töchtern gehören zur Unternehmensgruppe auch das Verpackungsunternehmen Optipack, die firmeneigenen Logistikunternehmen Culina und Emhage, die Fahrzeugtechnik Aretsried und Müller Naturfarm, eines der größten fruchtverarbeitenden Unternehmen in Deutschland. Mit einer Produktion von 110.000 Tonnen pro Jahr ist es die Nummer drei in Europa. Der Logistik-Bereich inkl. der Fahrzeugtechnik arbeitet überwiegend für Konzerngesellschaften, aber auch für Dritte.

## Geschichte
Ludwig Müller gründete 1896 in Aretsried eine kleine Dorfmolkerei, die sein Sohn Alois Müller 1938 als gelernter Käser weiterführte. 1971 übernahm Theo Müller, der Enkel des Unternehmensgründers, die Leitung des Unternehmens. Er baute die Molkerei mit damals vier Angestellten in der Folge zu einer europaweit agierenden Unternehmensgruppe auf. Die Molkerei startete als erste deutsche Molkerei den nationalen Absatz von Milchfrischprodukten.
Im Laufe der 1970er-Jahre brachte Theo Müller die Müller-Produkte durch bundesweite Werbekampagnen und TV-Spots, z. B. mit dem Fußballspieler Gerd Müller, sowie durch Innovationen ins Gespräch. 1977 betrug der Umsatz 25 Millionen DM.
In den 1980er Jahren gründete Müller das Logistikunternehmen Culina (heute Culina Logistics GmbH) und sein eigenes Verpackungsunternehmen Optipack (heute: Optipack GmbH) und erhöhte dadurch die Kontrolle über seine Lieferkette.
1992 wurde in Market Drayton (Mittelengland) das erste Werk außerhalb Deutschlands eröffnet. Kurz darauf stieg Müller Dairy zum Marktführer im Joghurtsegment auf.
1994 wurde das Sachsenmilch-Werk in Leppersdorf erworben und zur größten und modernsten Molkerei Europas ausgebaut. In Leppersdorf werden pro Jahr mehr als 1,7 Mio. t Milch verarbeitet.
Seit 1995 besitzt die Molkerei Alois Müller eine Vertriebsniederlassung in Verona.
2000 übernahm ein Konsortium unter der Führung der Molkerei Müller die Leitung der zum damaligen Zeitpunkt noch staatlichen Molkerei Weihenstephan. Die Unternehmensgruppe Theo Müller GmbH & Co. KG wurde 2003 als Holding der Gruppe gegründet.
2007 investierte die Unternehmensgruppe am Standort Leppersdorf 22 Millionen Euro in den Bau der weltweit ersten Bioethanol-Anlage, die aus dem Molke-Restprodukt Melasse seit 2008 jährlich 10 Millionen Liter des Kraftstoff-Zusatzes produziert. Im Februar 2008 trat das Unternehmen in den israelischen Markt ein. Neben dem hebräischen Verpackungsauftritt werden die Produkte unter Aufsicht von Rabbis nach strengen Super-Koscher-Regeln hergestellt. Produziert werden die Joghurts in Lizenz von Milko Dairies, einem Tochterunternehmen der Central Bottling Company Ltd (CBC). Ebenfalls 2008 wurde in Prag eine eigene Vertriebsgesellschaft gegründet. Zur Unternehmensgruppe gehört auch die tschechische Molkerei Mlékárna Pragolaktos, eines der größten Molkereiunternehmen des Landes mit Sitz in Prag. 2008 erfolgte zudem in Zusammenarbeit mit der CBC der Markenlaunch in Rumänien, im Januar 2009 dann der Markteintritt in Polen.
2011 wurde die Unternehmensgruppe Theo Müller S.e.c.s. mit Sitz in Luxemburg als Holding gegründet. Heiner Kamps übernahm als CEO die Gesamtverantwortung für die Unternehmensgruppe. Anfang 2012 übernahm die Unternehmensgruppe Theo Müller den britischen Trinkmilchhersteller Robert Wiseman Dairies, im Juli des gleichen Jahres trat Müller Quaker Dairy, ein Joint Venture mit PepsiCo, mit Müller Corner („Joghurt mit der Ecke“), Müller Greek Corner und FrütUp („Froop“) in den US-amerikanischen Markt ein. Knapp ein Jahr später eröffnete im Juni die neu gebaute Molkerei von Müller Quaker Dairy in Batavia, N.Y. Mitte 2012 übernahm der Konzern die Minsterley-Produktionsstätte in Shropshire. Dort werden gekühlte Desserts der Marke Cadbury hergestellt, die Müller seit 2004 in Lizenz vertreibt. 2013 folgte die Übernahme der NOM Dairy UK Ltd. inklusive des Produktionswerkes in Telford, Shropshire.
2014 gab Müller die Absicht zur Übernahme der Milchaktivitäten des britischen Molkereiunternehmens Dairy Crest (Umsatz umgerechnet über 1 Mrd. Euro) durch die Tochter Müller UK & Ireland Group bekannt. Müller wurde dadurch zum größten Milchproduzenten auf der britischen Insel.
Ende 2015 wurde das Gemeinschaftsunternehmen Müller Quaker Dairy wegen Erfolglosigkeit geschlossen; Müller verkaufte seinen Anteil an Dairy Farmers of America.
Zu Beginn des Jahres 2023 übernahm die UTM das Deutschlandgeschäft von FrieslandCampina mit der Marke Landliebe. Außerdem übernahm das Fischverarbeitungsunternehmen Lisner in Posen, das zur UTM gehört, Teile des Geschäfts der Graal-Gruppe.

## Unternehmensprofil
Die Unternehmensgruppe gehört mit einem Umsatz im Molkereibereich von geschätzt rund 4,3 Mrd. Euro (Stand: 2021) zu den größten Molkereikonzernen der Welt.
Zur Gruppe gehören unter anderem Tochterunternehmen mit eigenständigen Marken wie Müller, Milk&More, Sachsenmilch Milk & Whey Ingredients, Müller Yoghurt & Desserts, Weihenstephan, Sachsenmilch und Käserei Loose sowie Handelsmarken und Basis-Milchprodukte wie Butter, H-Milch, Laktosepulver und Molkenprotein. Neben den Milch verarbeitenden Töchtern gehören das Verpackungsunternehmen Optipack, das firmeneigene Logistikunternehmen Culina und Müller Naturfarm zur Gruppe.
2021 verfügte die Unternehmensgruppe weltweit über 19 Produktionsstandorte sowie über Vertriebsniederlassungen in Italien, Irland, den Niederlanden, Rumänien, Tschechien, China und Australien. Darüber hinaus exportiert die Unternehmensgruppe Theo Müller ihre Produkte in über 70 Länder weltweit.

## Unternehmensstruktur bzw. -marken
Die Unternehmensgruppe Theo Müller ist eine société en commandite simple, eine Kommanditgesellschaft mit Sitz in Luxemburg. Einzige persönlich haftende Gesellschafterin ist eine gleichnamige société à responsabilité limitée, die ihren Sitz ebenfalls in Luxemburg hat.
Zur Unternehmensgruppe gehören:

Logo der Molkerei Alois Müller GmbH & Co. KG

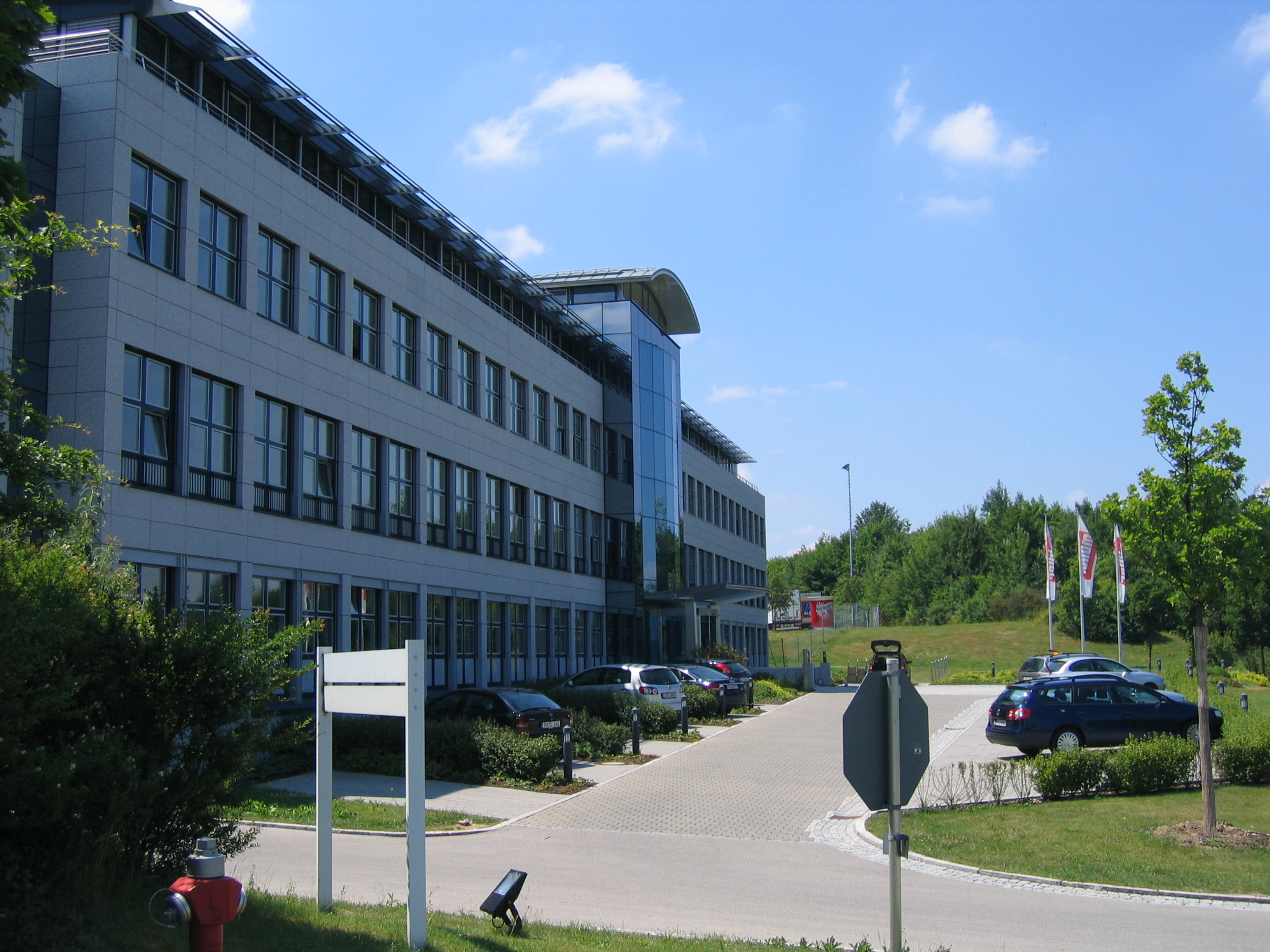
Standort der Unternehmensgruppe Theo Müller in Aretsried

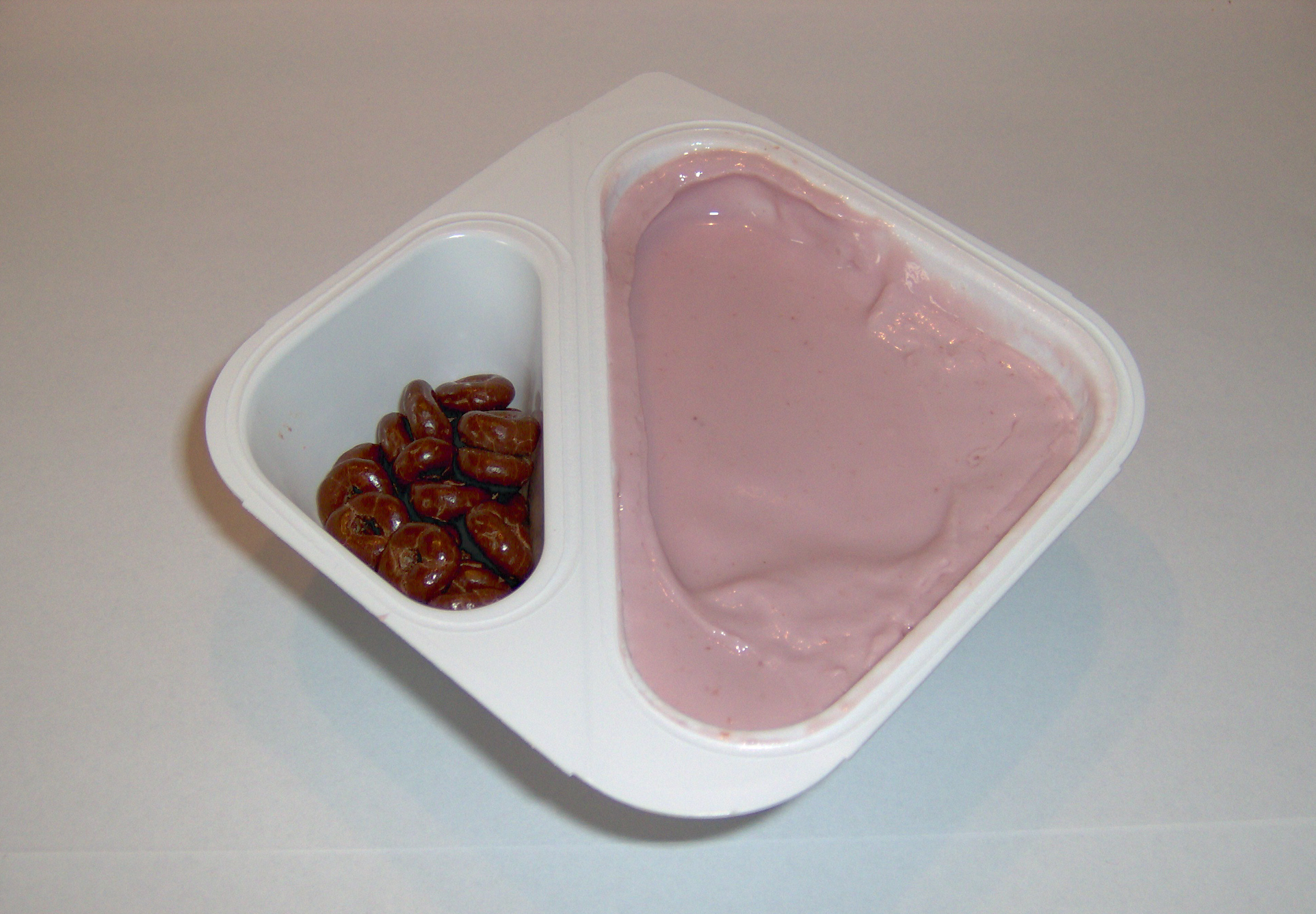
Molkereiprodukt „Joghurt mit der Ecke“

- Molkerei Alois Müller GmbH & Co. KG
- Müller Dairy (UK) Ltd.
- Müller Wiseman Dairies
- Müller Italien
- Sachsenmilch Leppersdorf GmbH
- Molkerei Weihenstephan GmbH & Co. KG
- T.M.A GmbH, Wachau-Leppersdorf (für verschiedene Discounter)
- Käserei Loose GmbH & Co. KG
- Optipack GmbH
- Culina Logistics GmbH
- Naturfarm
- Fahrzeugtechnik Aretsried GmbH
- Homann-Gruppe
- Emhage (Logistik)
- Sachsenmilch Milk & Whey Ingredients
- Landliebe Molkereiprodukte GmbH
- Heinrich Hamker Lebensmittelwerke

### Molkerei Alois Müller
Die Molkerei Alois Müller GmbH & Co. KG oder Müllermilch mit Sitz in Aretsried bei Augsburg ist das Kernunternehmen der Unternehmensgruppe. Das Sortiment umfasst Milch- und Sauermilchprodukte, Milchmischgetränke und Fruchtgetränke.

### Sachsenmilch Leppersdorf
1990 war unter der Führung der Südmilch AG und aus dem VEB Dresdner Milchwerke die Sachsenmilch AG gegründet worden, deren Leitungsfunktionen weitgehend mit Personen aus dem Südmilch-Vorstand besetzt wurden. Zum Vorstandsvorsitzenden der Sachsenmilch AG wurde Wolfgang Weber, zum Aufsichtsratsvorsitzenden wurde Friedrich Wilhelm Schnitzler gewählt. Jedoch bereits 1991 entstanden finanzielle Probleme bei der Umsetzung des Projekts. Danach wurde die Sachsenmilch AG eine Tochter der Unternehmensgruppe Theo Müller, die unter den Markennamen Sachsenmilch und Käsemeister produziert. Das Unternehmen notierte mit der ISIN DE000A0DRXC4 an der Deutschen Börse.
2010 wurde das operative Geschäft auf die Sachsenmilch Leppersdorf GmbH übertragen. Die AG beschränkt sich seither auf die Vermögensverwaltung.
Unter der Marke Sachsenmilch wird vor allem Butter, Buttermilch, H-Milch, Milchpulver und Joghurt hergestellt. Ein Teil der Produktion wird nach Italien exportiert. Seit 1999 stellt das Unternehmen zusätzlich Permeat, Retentat und diverse andere Konzentrate her. Außerdem vertreibt die Sachsenmilch Leppersdorf GmbH Handelswaren wie Speisequark, Schlagsahne, Saure Sahne sowie andere Joghurt- und Dessert-Produkte.

### Molkerei Weihenstephan

Das Logo der Molkerei

Die ehemals staatliche Molkerei Weihenstephan ist seit dem Jahr 2000 eine weitere Tochter der Unternehmensgruppe Theo Müller. Am ehemaligen Standort des Unternehmens am „Weihenstephaner Berg“ wurden bereits 1021 in Freising durch das Kloster Weihenstephan Milchprodukte hergestellt. Die Molkerei Weihenstephan verließ im Jahre 1998 den „Weihenstephaner Berg“ und produziert seitdem in einer neu gebauten Molkerei auf dem Gelände des ehemaligen Schlütergutes.

#### Geschichte der Molkerei Weihenstephan
1803 wurde das Kloster aufgelöst und in einen landwirtschaftlichen Betrieb umgewandelt. In den folgenden Jahren wurden innerhalb der Molkerei 1852 eine Königlich Bayerische Landwirtschaftliche Zentralschule, 1876 eine Molkereiversuchsstation und 1898 eine Königlich Bayerische Molkereischule eingerichtet. Im Jahr 1923 wurde der Betrieb mit mehreren anderen Einrichtungen in die Süddeutsche Versuchs- und Forschungsanstalt für Milchwirtschaft eingegliedert. 1967 wurde die Molkerei verstaatlicht und somit Wirtschaftsunternehmen des Freistaats Bayern, wobei der Freistaat 78,3 % und den Rest die damalige VIAG AG übernahm. Während der staatlichen Kontrolle des Unternehmens wurde dieses 1994 zunächst in eine GmbH umgewandelt und zwei Jahre später als Aktiengesellschaft an der Börse notiert. Im Jahr 2000 übernahmen die Molkerei Alois Müller zu 75 % und das Familienunternehmen Hofmeister-Champignon zu 25 % die Molkerei Weihenstephan.

### Homann Feinkost
Die Homann Feinkost GmbH wurde 1876 von Fritz Homann als eine Fleisch- und Wurstwarenfabrik in Dissen am Teutoburger Wald gegründet, wo er einige Jahre später auch in die Margarineproduktion einstieg. 20 Jahre nach der Gründung führte die Expansion der Margarineproduktion zur Einstellung von Produktion und Vertrieb der Fleisch- und Wurstwaren und Homann Feinkost erweiterte sein Sortiment um Feinkostsalate, Fischfeinkost, Remouladen, Brotaufstriche, Dressings und Würzsaucen. Infolgedessen eröffnete das Unternehmen 1961 sein erstes Feinkostwerk in Dissen sowie 1993 eine der modernsten Salatfabriken Europas. 2007 übernahm die HK Food-Gruppe unter der Leitung von Heiner Kamps die Homann Feinkost und erweiterte das Portfolio durch die Übernahmen der Muttergesellschaft der Hamker-Gruppe, des nordeuropäischen Geschäftsfelds der englischen Unternehmensgruppe Uniq Feinkost GmbH sowie der Weser Feinkost und Rügen Feinkost GmbH. Nachdem Theo Müller 2010 Mehrheitsanteilseigner der HK Food Gruppe geworden war, kam es im Juni 2011 zur Eingliederung der Homann Feinkost in die Unternehmensgruppe Müller. Heiner Kamps übernahm als CEO die Gesamtverantwortung für die Unternehmensgruppe.
2021 verkaufte Müller die Homann Feinkostsalate und schloss das Werk in Dissen. Unter der Marke Homann werden weiter Saucen und Dressings produziert.

### Handelsmarken
Die Unternehmensgruppe produziert auch Milchprodukte für mehrere große Einzelhandelsketten unter deren Handelsmarken. Auch ohne direkte Angabe des Herstellers lässt sich die Herkunft anhand der Veterinärkontrollnummer ermitteln, die mit denen der Stammhäuser Sachsenmilch (SN 016) und Alois Müller (BY 718) übereinstimmt.
Folgende Handelsmarken werden (nicht ausschließlich) von Sachsenmilch oder Alois Müller hergestellt:
- Biac (Aldi Süd, Probiotischer Fitness-Drink)
- Desira (Aldi Süd, Joghurt, Milch-Reis, Buttermilch-Dessert, Kefir)
- Grazil (Aldi Nord, Joghurt-Drink)
- Gutes Land (Netto Marken-Discount, Frischkäsezubereitungen, Kefir, Milchdrink)
- Gut & Günstig (Edeka, Buttermilch)
- Hofburger (Aldi Nord, Gouda- und Maasdamer-Käse)
- ja! (Rewe, Buttermilch)
- K Classic (Kaufland, Sahne-Milchreis)
- Landfein (Norma, Buttermilch-Dessert)
- Milbona (Lidl, Butter und Gouda-Käse)
- Milfina (Aldi Süd, Butter)
- Milsa+ / Biac (Aldi Nord, Joghurt)
- Milsani (Aldi Nord, H-Milch, Joghurt)
- Sontner, Sontner Grazil (Aldi Nord, Joghurt)
- Ursi (Aldi Nord, Sahne-Milchreis, Pudding)

## Kritik

### Gen-Milch-Debatte
Im Frühjahr 2004 ließ der Konzern eine Umfrage des Greenpeace-Einkaufsnetzes zu „Gentechnik im Essen“ anfangs unbeantwortet, bis er im April 2004 über seine Anwälte eine Stellungnahme abgab: Die Unternehmensgruppe habe „alles in ihrem Einflussbereich Mögliche getan, um den Einsatz von gentechnisch verändertem Tierfutter auszuschließen“. Ungeachtet dieser Aussage fand Greenpeace in Futtermittel-Stichproben bei vier Höfen, die Müllermilch beliefern, einen erheblichen Anteil genetisch veränderter Soja. Seither bestreitet Müllermilch nicht mehr, dass im Futtertrog der Milchkühe gentechnisch verändertes Futter landen kann. Müller verweist dabei auf die Verantwortung der Landwirte bezüglich Herdenmanagement, zu dem auch die Art der Fütterung gehört.
Bei Protesten der Umweltschutzorganisation vor den Firmenzentralen kam es mehrfach zu gewalttätigen Übergriffen des Sicherheitsdienstes und des Firmeninhabers Theo Müller selbst. Der Firmenchef wurde daraufhin zur Zahlung von 45.000 Euro verurteilt. Nach einem Urteil des Oberlandesgerichts (OLG) Köln dürfen die Produkte des Konzerns weiterhin als Gen-Milch bezeichnet werden.
Vertreter der Molkereibranche halten dem jedoch entgegen, dass der Begriff Gen-Milch unzutreffend und unzulässig sei, weil er fälschlicherweise den Eindruck erwecke, die Milch selbst sei gentechnisch verändert. Tatsächlich würden aber lediglich bei der Tierfütterung teilweise gentechnisch veränderte Pflanzen verwendet, was ohne jede Auswirkung auf die Milch bleibe. Fünf Wissenschaftler hätten das in einem gemeinsamen Grundsatzpapier erklärt und bestätigt. Laut einer Emnid-Umfrage im Januar 2005 sollen 70 % aller deutschen Verbraucher den von Greenpeace eingeführten Begriff Gen-Milch für irreführend halten. Nach einem fast vierjährigen Rechtsstreit um die Verwendung des Begriffes Gen-Milch verwarf der Bundesgerichtshof am 11. März 2008 die Revision von Müllermilch. Greenpeace darf daher weiterhin Müllermilchprodukte als Gen-Milch bezeichnen. Eine Verfassungsbeschwerde gegen diese Entscheidung wurde vom Bundesverfassungsgericht nicht angenommen.

### Erhalt von Subventionen
Der Bund für Umwelt und Naturschutz Deutschland kritisierte in seinem Papier Müller-Milch melkt Steuerzahler das Unternehmen, weil es für die geplanten Arbeitsplätze in einem neuen Werk Subventionen erhalten, an anderer Stelle jedoch zwei Werke geschlossen habe, bei denen 165 Arbeitsplätze wegfielen. Insgesamt wurden zunächst tatsächlich mehr Arbeitsplätze abgebaut als geschaffen. Die Fördermittel der EU und des Landes Sachsen betrugen rund 70 Millionen Euro. In den folgenden Jahren investierte die Unternehmensgruppe Theo Müller jedoch rund eine Milliarde Euro in den sächsischen Standort und schuf hunderte neue Arbeitsplätze. Heute arbeiten knapp 3.000 Mitarbeiterinnen und Mitarbeiter am größten Standort der Gruppe in Leppersdorf.

### Druck auf Milchbauern
Im Frühjahr 2008 kamen Vorwürfe auf, dass die Molkerei Müller unter der Führung von Theo Müller durch Druck auf hunderte in der Milcherzeugergemeinschaft organisierte Landwirte versuchte, die Preisverhandlungen über den Milchpreis zu beeinflussen. Bei den Verhandlungen zur Vertragsverlängerung hatte sich gezeigt, dass die MEG auf eine Verkürzung der Vertragslaufzeiten zwischen der Molkerei und den Lieferanten setzte. Die Molkerei hatte bis dahin allen Bauern den im abgelaufenen Vertrag vereinbarten Milchpreis weiter gezahlt, der rund 11 Cent pro Liter über den Preisen auf dem freien Markt lag. In der MEG organisierte Milchbauern wurden von der Firma Müller angeschrieben und zum Austritt aus der MEG aufgefordert; ein vorgefertigtes Austrittsschreiben war dem Brief bereits beigefügt. Im Falle eines Verbleibs in der MEG wäre den Landwirten der Spotmarkt-Preis bezahlt worden. Nach massiven Protesten einiger in der MEG organisierten Milchbauern gegen diese Vorgehensweise am Standort in Aretsried setzte Müller die freiwillige Weiterführung des Milchabnahmevertrags bei einigen Milchbauern aus.
Aus den Reihen der Milchbauern gab es daraufhin Kritik am Vorgehen der MEG.

### Irreführende Markenbezeichnung
Mit dem Erwerb der ehemals staatlichen Molkerei Weihenstephan im Jahre 2000 erwarb die Unternehmensgruppe Theo Müller auch die Marken- und Namensrechte vom Freistaat Bayern. Entsprechend wurde bis ca. 2008 sowohl auf den Etiketten als auch auf der Website die Bezeichnung Staatliche Molkerei Weihenstephan verwendet. Außerdem war auf den Verpackungen werbewirksam das große bayerische Staatswappen abgebildet, dessen Verwendung durch Privatpersonen und zu kommerziellen Zwecken durch Gesetze eingeschränkt ist. Kritiker reklamierten, dass damit bei den Verbrauchern der irreführende Eindruck erweckt wurde, dass es sich bei Weihenstephan nicht um ein Privatunternehmen, sondern weiterhin um ein staatliches Unternehmen handele. Die Kritik richtete sich am Ende gegen den Staat als Verkäufer: Am 23. August 2011 forderte die agrarpolitische Sprecherin der bayerischen SPD-Landtagsfraktion, Maria Noichl, dass der Firma Molkerei Müller die Verwendung des Bayerischen Staatswappens zu untersagen sei. Es sei schon beim Verkauf der Molkerei ein Fehler gewesen, die weitere Verwendung von Namen und Wappen zu erlauben.

### Heizkraftwerkbau am Standort Leppersdorf
Zwischen 2006 und 2009 kam es zu Diskussionen zwischen dem Unternehmen und Anwohnern Leppersdorfs und umliegender Ortschaften wegen des Baus eines Ersatzbrennstoffheizkraftwerks zur Energiegewinnung für den eigenen Standort. Am 10. Dezember 2006 wurde zu diesem Zweck ein Bürgerentscheid über die Änderung des Bebauungsplans im Gewerbegebiet Leppersdorf durchgeführt. Die Bürger der Gemeinde Wachau, zu der Leppersdorf gehört, stimmten mit 65,5 % gegen die Änderung. Befürworter wiesen auf die hohen Umweltstandards in Deutschland sowie die Sicherung des Standortes und der damit verbundenen Arbeitsplätze hin. Kritiker warnten dagegen vor einem erhöhten Ausstoß giftiger Substanzen beim Verbrennen von Müll. Des Weiteren wurde eine erhöhte Lärmbelästigung befürchtet. Im April 2009 stoppte Müllermilch die Kraftwerksplanungen und machte das Bürgerbegehren somit gegenstandslos.
Im Juni 2012 erteilte die Landesdirektion Sachsen die Genehmigung zur Errichtung eines Gas- und Dampfheizkraftwerkes auf dem Betriebsgelände der Sachsenmilch. Die Investitionshöhe beläuft sich auf rund 50 Millionen Euro. Baubeginn war im Sommer 2012, die Inbetriebnahme fand im Mai 2014 statt.

### Geplante Verlagerung von Homann
Ende Juni 2017 wurde vom Aufsichtsrat der Theo-Müller-Gruppe beschlossen, den Stammsitz der Homann Feinkost GmbH in Dissen bis 2020 aufzugeben und stattdessen einen neuen Standort in Leppersdorf zu errichten. Auch in Bad Essen, Bottrop und Floh-Seligenthal sollten die Werke geschlossen werden, sobald der Neubau in Betrieb gehe. 1.550 Mitarbeiter wären hiervon betroffen gewesen, 1.000 davon in Dissen, in Leppersdorf sollten hingegen 800 neue Arbeitsplätze entstehen. Es gab Bedenken, dass für die Verlagerung Subventionen bezahlt werden könnten, was sich als falsch herausstellte. Mitarbeiter bei Homann gingen davon aus, dass viele Mitarbeiter schon vor 2020 das Unternehmen verlassen würden. Im April 2018 entschied sich das Unternehmen gegen den geplanten Neubau in Leppersdorf und dafür, die bestehenden Standorte zu erhalten und in den Folgejahren 200 Millionen Euro in sie zu investieren. Im Jahr 2020 wurde verkündet, dass der Standort in Lintorf (Bad-Essen) erweitert wird. Durch die Großinvestition in Höhe von 150 Mio. EUR wurden zudem mehr als 150 neue Arbeitsplätze geschaffen.

### Nähe zu rechtsextremen Parteien
Seit Jahrzehnten sehen sich Theo Müller und das Unternehmen Vorwürfen ausgesetzt, Kontakte zu rechtsradikalen Parteien zu unterhalten und diese finanziell zu unterstützen. So wurde im Jahr 1989 berichtet, dass Theo Müller die rechtskonservativen Republikaner mit hohen Spenden bedacht habe.
Gerüchte, aus schwarzen Kassen würde die neonazistische NPD (heute Die Heimat) unterstützt – teilweise als Kettenbrief verbreitet –, wurden vom Unternehmen aber 2007 und 2009 ausdrücklich dementiert. Diese Gerüchte konnten nie verifiziert werden.

#### Alternative für Deutschland
Gegenüber dem Handelsblatt gab Theo Müller 2023 an, sich regelmäßig mit der AfD-Politikerin Alice Weidel auszutauschen, so bei einem Abendessen in Cannes. Er bestätigte zudem, dass dies weder das erste noch das letzte Treffen gewesen sei. „Bei den Gesprächen mit Frau Dr. Weidel galt mein Interesse dem Programm der AfD sowie ihrer persönlichen Ansicht zur aktuellen Politik“. Er betonte, das Treffen sei privat gewesen und er habe die Partei dabei nicht mit Spenden unterstützt. Auch habe er keine Anhaltspunkte gefunden, die auf eine NS-Ideologie schließen ließen, welche für ihn ein „absolutes No-Go“ sei. Kommentare in der Jungen Freiheit und im Spiegel sahen in dem Treffen eine neue Qualität von Kontakten der Wirtschaft mit der Partei. Nach Bekanntwerden der Vorwürfe solidarisierten sich Nutzer überwiegend aus dem rechten Spektrum in sozialen Netzwerken mit dem Unternehmen und riefen zum Kauf seiner Produkte auf. Der Münchner Merkur sah in einem Video, in dem ein als „strammer Patriot“ charakterisierter junger Mann nach dem Trinken von fünf Flaschen Müller-Milch sich schwallartig übergibt, eine neue Qualität erreicht, die zuvor nur im Kulturkampf US-amerikanischer Prägung üblich gewesen sei.
In einem NZZ -Interview erklärte Müller erneut, der AfD kein Geld zu spenden und verurteilte auch deren rechtsradikale Äußerungen: „Natürlich gibt es in der AfD Einzelne, die dummes Zeug reden, rechtsextremistische Parolen verbreiten und zum Beispiel Deutsche, die woanders geboren wurden, abschieben wollen. So etwas geht nicht, das lehne ich strikt ab. Ich bin selbst Immigrant.“ Außerdem schlug er vor, „die Regierung in Thüringen [solle] Artikel 18 des Grundgesetzes zur Anwendung bringen und ihm (Björn Höcke) die Grundrechte entziehen.“